# 천적

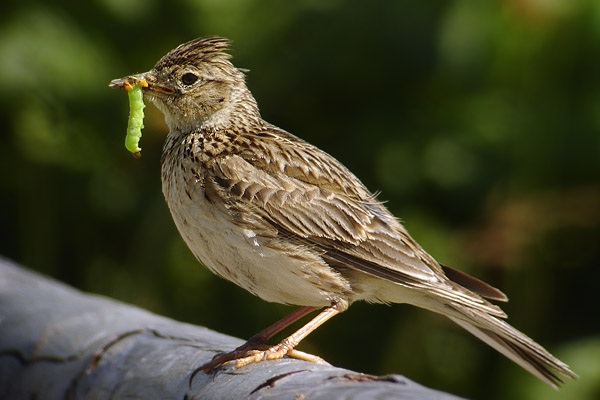
종다리는 벌레의 천적이다.

천적(天敵)은 특정 생물을 죽이거나 먹이로 삼는 생물을 말하며, 좀더 학술적으로 천적이란 어떤 생물체를 죽이거나, 번식 가능성을 억제하거나, 개체 수를 줄이는 기능을 하는 생물체를 칭한다고 정의할 수 있다.

## 의미[2]
생태세계에서는 각 생물들이 자연의 원칙에 따라 먹고 먹히는 천적 관계를 갖고 있는데, 이를 먹이사슬이라고 부른다. 예를 들어서 곡식은 주로 쥐가 곡식을 먹고, 쥐는 고양이, 여우, 족제비, 담비, 너구리, 올빼미, 뱀, 오소리, 왜가리, 삵, 말똥가리, 코요테, 자칼, 산달, 솔개에게 잡아먹힌다. 이러한 먹이사슬은 자연이 혼란을 일으키지 않고, 유지되는 원칙 중 하나이다. 심지어는 동족지간에도 강한 생물이 약한 생물을 잡아먹는 천적 관계가 일어나기도 하는데, 그 실례가 무당벌레의 애벌레이다. 이들은 먹이가 부족할 경우 강한 애벌레가 약한 애벌레를 먹어버린다. 심지어는 먼저 태어난 애벌레가 알을 먹는데, 이러한 동족상잔은 인간의 눈에서는 잔인하지만, 무당벌레에게는 약한 개체를 제거하는 생존의 한 방법이다.

### 이용
천적은 특정 생물이 너무 많이 늘어나는 것을 막는 긍정적인 효과가 있고, 농약보다 더 효과가 뛰어나다. 그 실례로 장미, 딸기 등의 원예작물의 즙을 빨아먹는 진딧물은 무당벌레의 어른벌레와 애벌레, 풀잠자리의 어른벌레와 애벌레, 꽃등에 애벌레, 기생벌이 천적이며, 벼의 즙을 빨아먹는 벼멸구는 거미가 천적이다. 미국 정부에서도 19세기에 오스트레일리아에서 수입한 배달리아 무당벌레를 통해 귤나무의 즙을 먹는 해충인 이세리아깍지벌레를 소탕한 적이 있다. 또 황소개구리에게는 수리부엉이, 물장군,  해오라기, 개구리매, 가물치, 메기 등이 천적이고, 배스와 블루길, 미국가재에게는 수달, 왜가리, 독수리, 사람 등이 천적이며, 나무의 수액을 빨아먹는 해충인 꽃매미에게는 거미, 사마귀, 파리매, 박새, 기생벌 등이, 농가에 피해를 주고 사람과 꿀벌을 공격하는 등검은말벌에게는 때까치, 직박구리, 은무늬줄명나방, 곰, 담비, 오소리, 참새, 고양이 등이 천적이다.

### 부작용
하지만 천적 이용이 효과만 거두지는 않는다. 몽구스의 경우 뱀을 잡아먹지만 새의 알도 먹기 때문에 자칫하면 생태계의 균형을 깰 위험이 있다. 또한 호주에서는 농사에 해를 주는 토끼 소탕을 위해서 주로 고양이를 영국에서 수입했지만, 번식률이 낮아서 크게 도움이 되지는 못하였다. 심지어는 토끼를 죽이는 바이러스를 사용하기도 했지만, 토끼가 바이러스에 적응하는 바람에 실패한 적도 있다.

### 천적 피하기
또한 곤충에 기생하는 버섯인 동충하초(冬蟲夏草) 등의 균류도 곤충들에게는 천적이 된다. 그래서 먹이가 되는 생물은 보호색이나 다른 동물을 흉내 내는 의태 등으로 천적을 피한다. 곤충처럼 알을 많이 낳는 것도 천적으로부터 살아남기 위한 방법이다.

### 천적의 조건
- 단일 해충만을 숙주로 하는 단식성일 것
- 숙주의 생활사와 일치할 것
- 숙주의 암컷을 공격할 것
- 환경적응력이 강할 것
- 분산력이 강할 것
- 증식력이 클 것